# Münzschatz von Luhdorf
Koordinaten: 53° 19′ 56,6″ N, 10° 11′ 49,5″ O

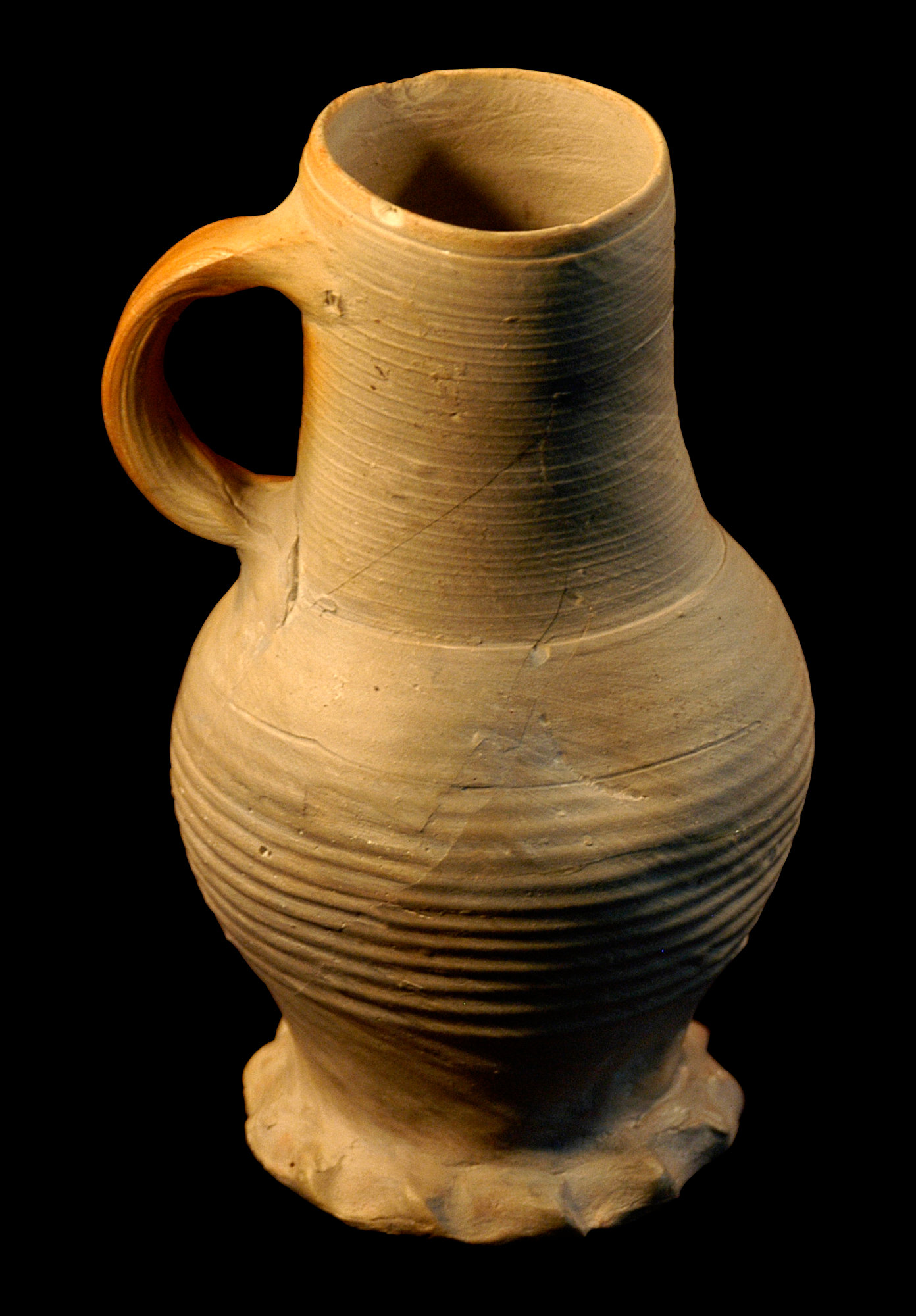
Siegburger Kanne

Der Münzschatz von Luhdorf ist ein Depotfund von 159 spätmittelalterlichen Münzen, der 1986 auf einem Bauernhof im Winsener Ortsteil Luhdorf im niedersächsischen Landkreis Harburg gefunden wurde. Der materiell nicht herausragend wertvolle Fund zeichnet sich durch eine ungewöhnlich einheitliche Herkunft der Münzen aus dem Hanseraum aus und wird in der archäologischen Dauerausstellung des Archäologischen Museums Hamburg in Hamburg-Harburg gezeigt.

## Fund
Der Münzschatz wurde 1986 von dem Landwirt Wolfram Siegismund beim Aushub eines Kabelgrabens auf dem elterlichen Hof gefunden. Im August 1986 gelang dem Helms-Museum der Ankauf des gesamten Münzschatzes, fünf Münzen verblieben bei Familie Siegismund als Erinnerung.

## Befunde
Der Münzschatz von Luhdorf war in einem Krug aus Siegburger Steinzeug verpackt, der mit einem Lehmklumpen verschlossen war und anschließend vergraben wurde. Der Krug beinhaltete 159 Silbermünzen, die Mehrzahl sind Witten mit Nennwerten von vier Pfennigen. 49 Witten stammten aus Stralsund, 29 aus Rostock, 25 aus Wismar, 13 aus Hamburg und 13 aus Lübeck, fünf aus Lüneburg und vier aus Kiel. Alle Witten zeigen eine einheitliche Rückseite mit einem zentral angeordneten Kreuz, das von einem Band mit Inschrift umgeben ist. Auf der Vorderseite tragen die Witten das jeweilige Stadtwappen ihrer Prägeorte. Weitere Münzen aus dem Schatz stammten aus dem schwedischen Stockholm. Alle Münzen wurden zwischen den Jahren 1365 und 1379 geprägt.

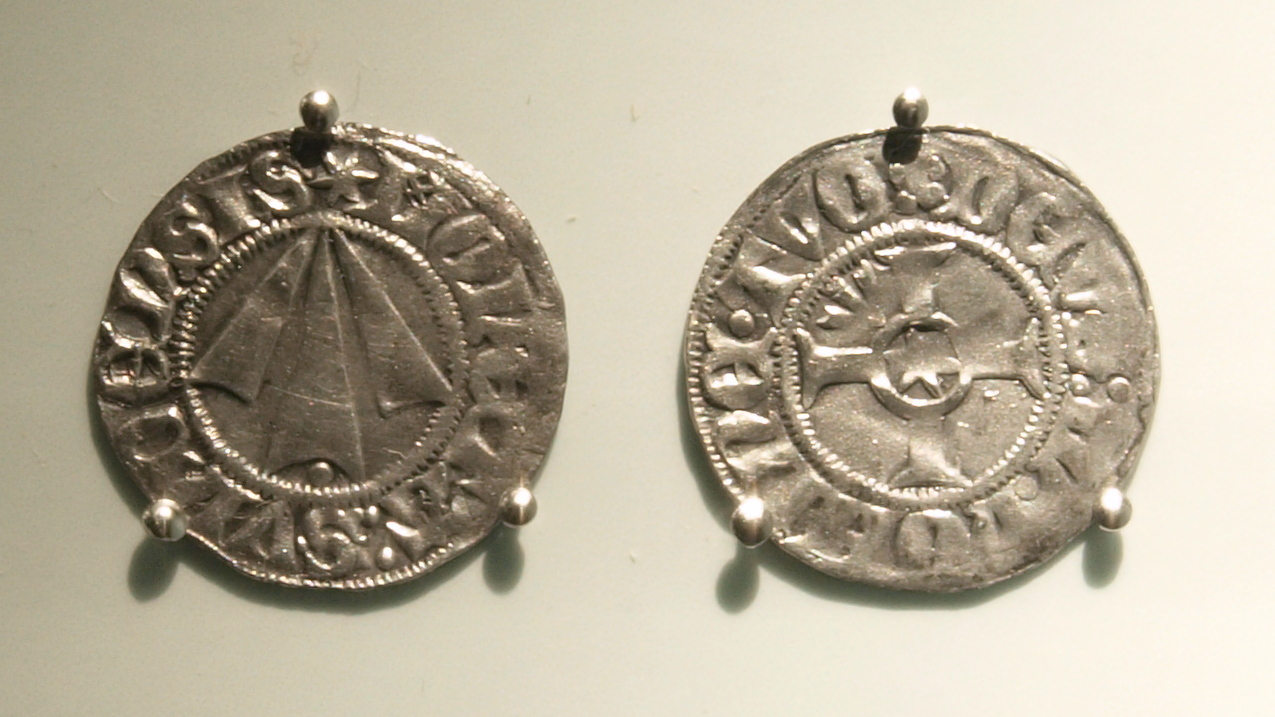
Stralsund
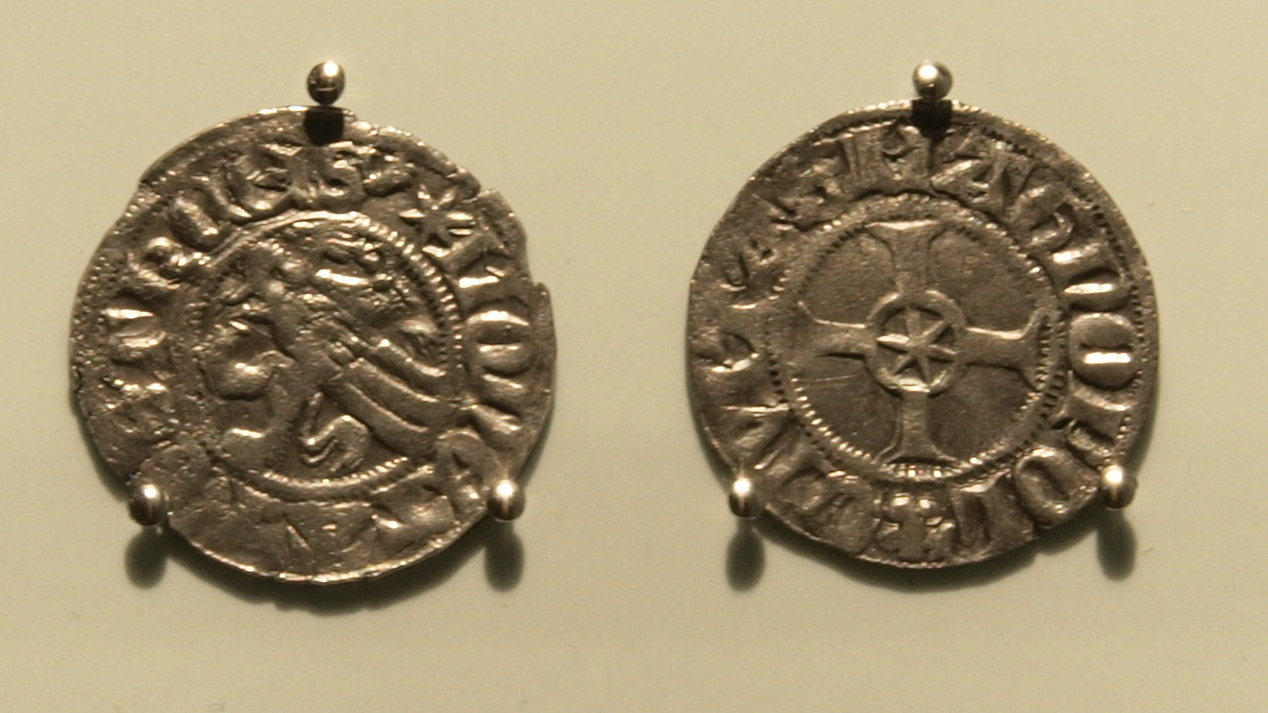
Rostock
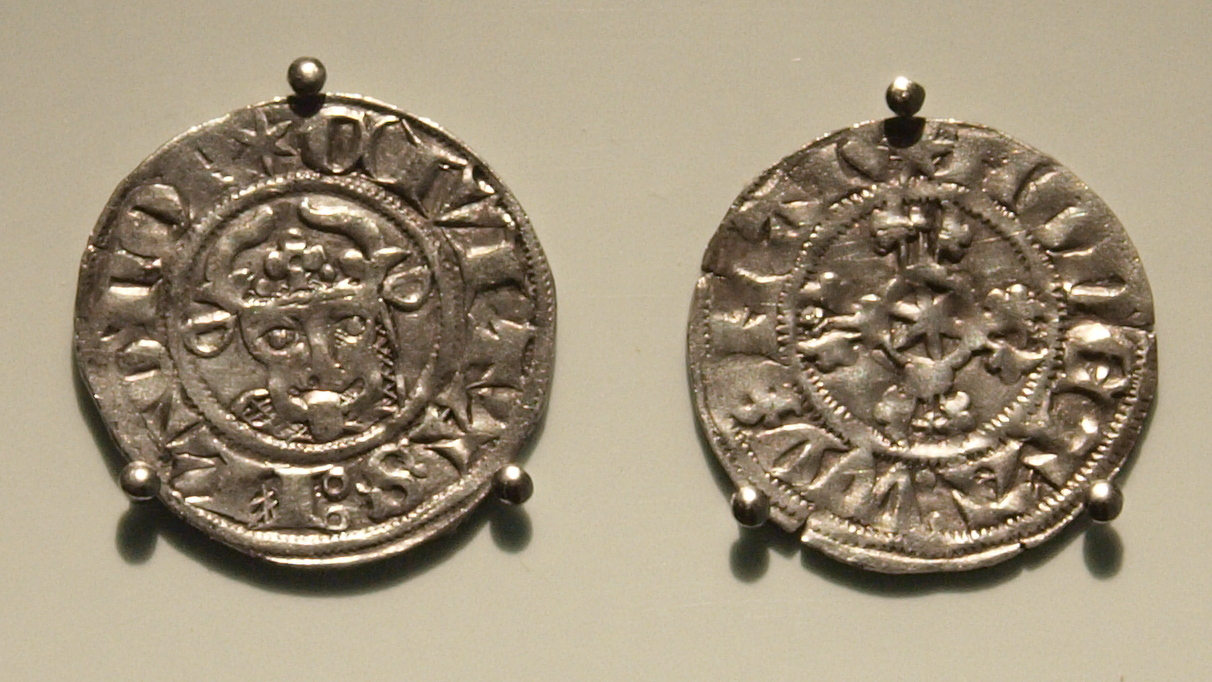
Wismar
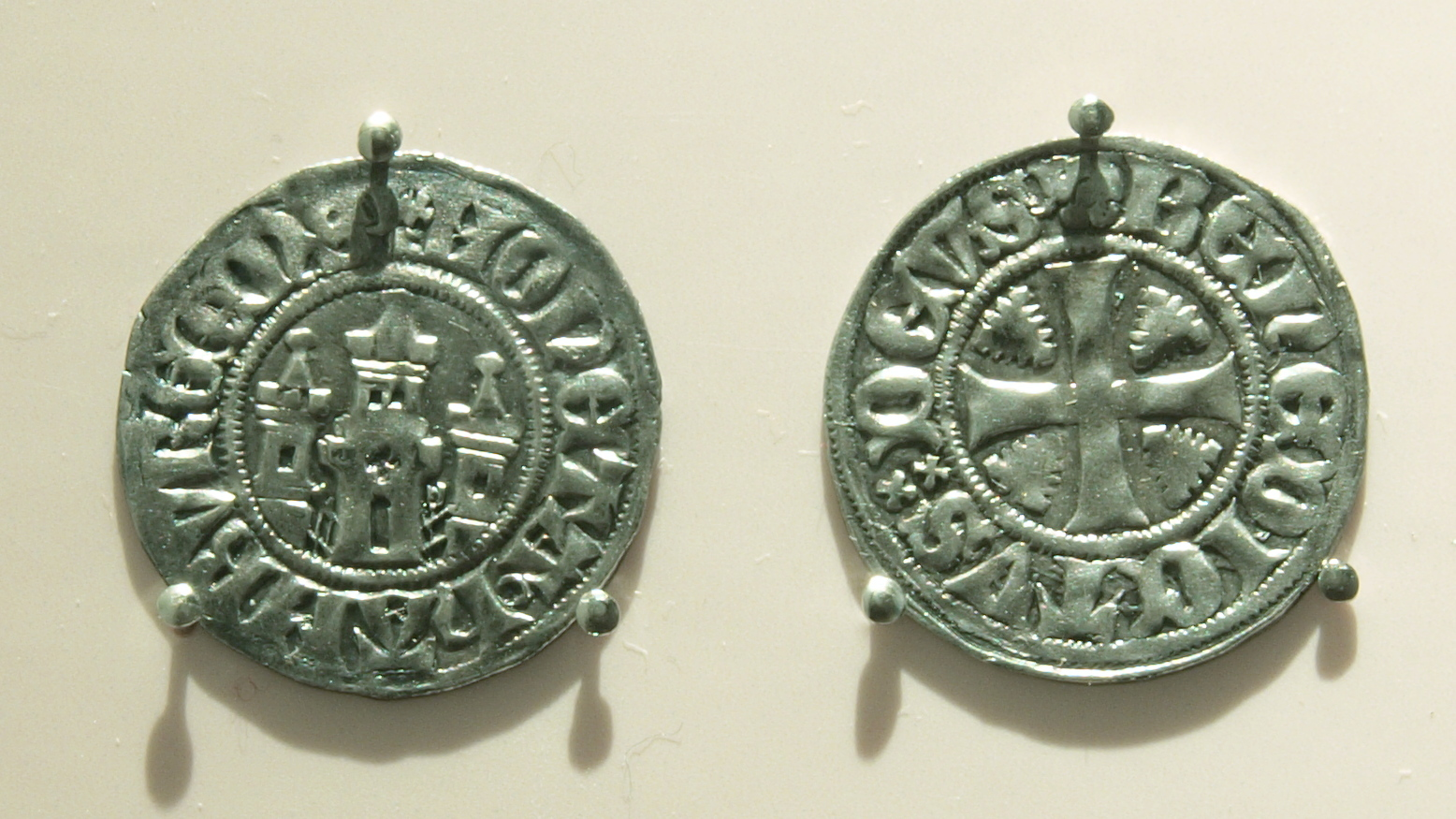
Hamburg
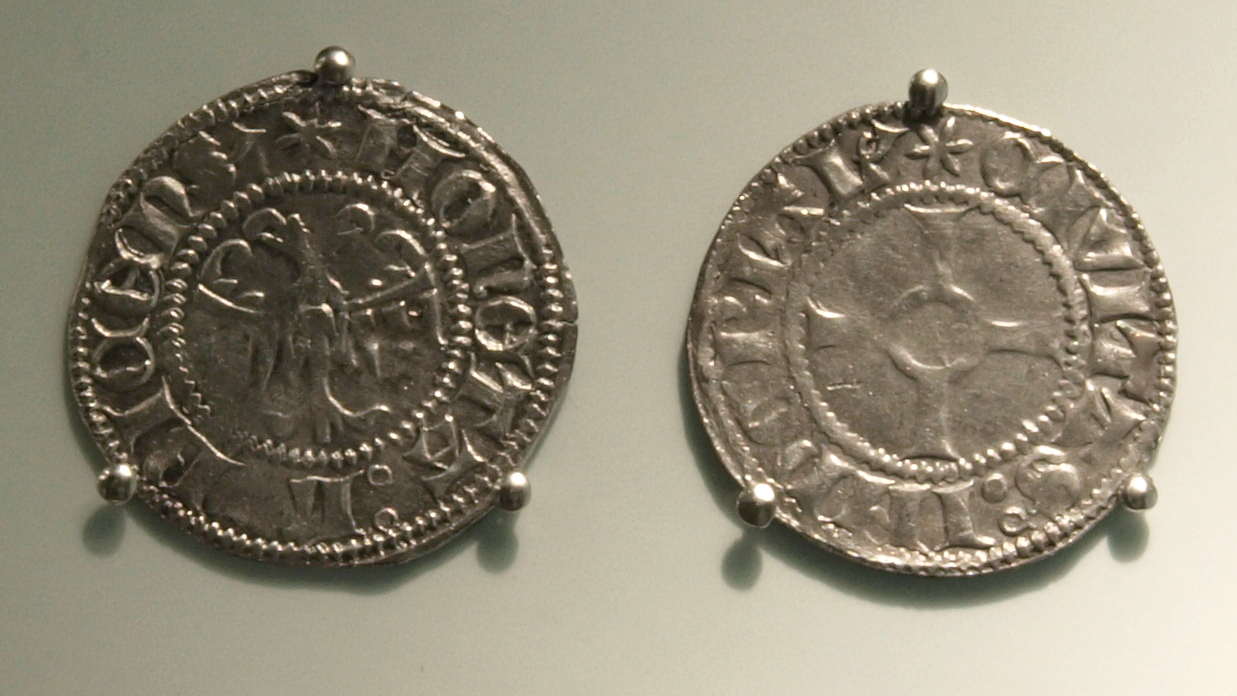
Lübeck
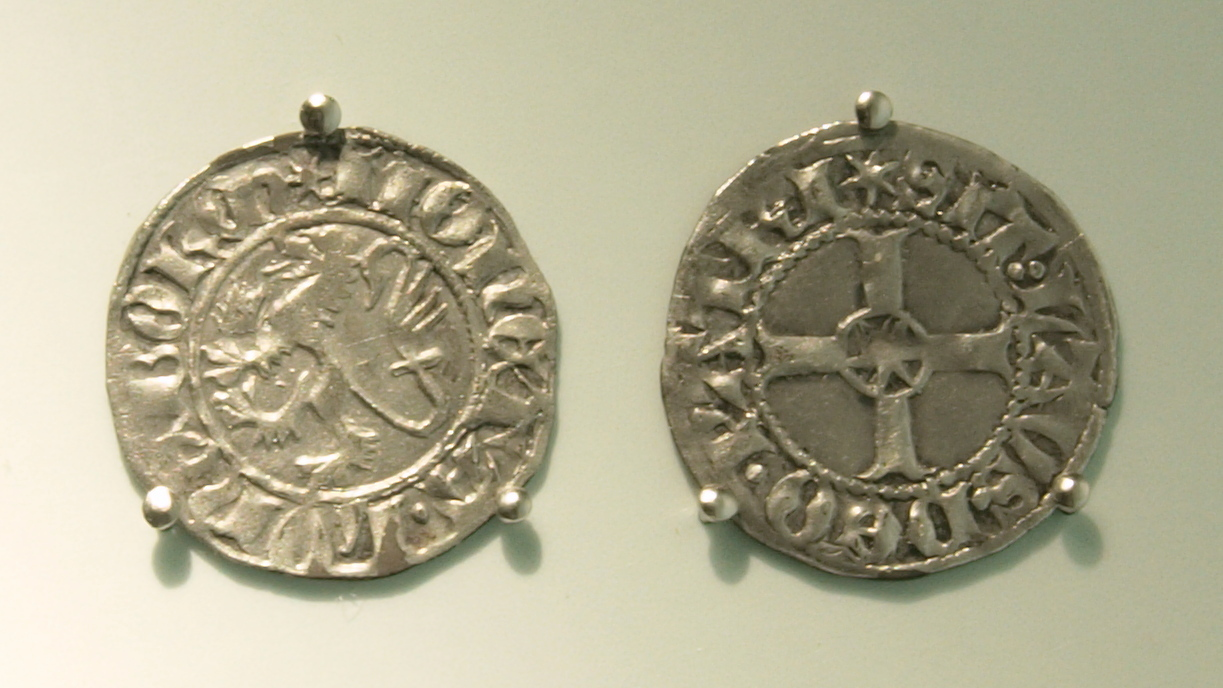
Lüneburg
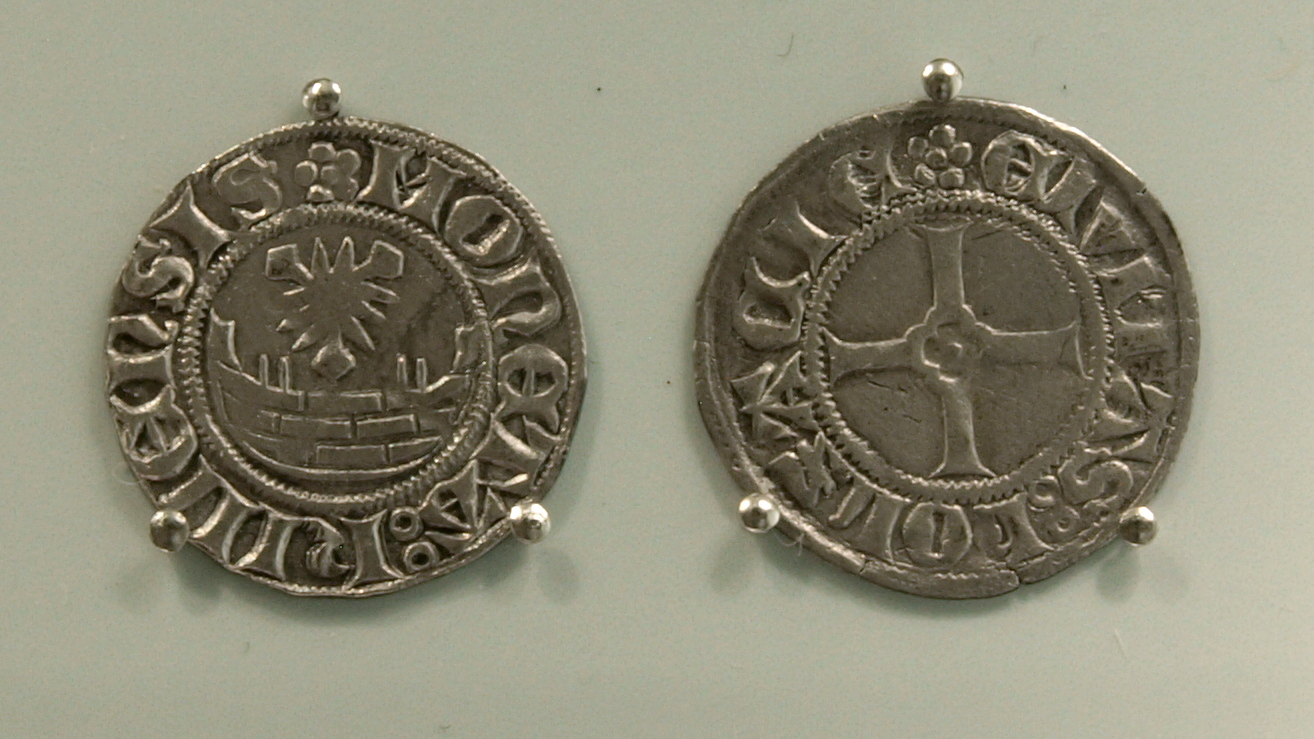
Kiel

## Deutung
Im Vergleich zu anderen norddeutschen Münzhorten des 13. bis 16. Jahrhunderts erscheint der Münzschatz von Luhdorf ungewöhnlich einheitlich. Die Verteilung der Prägeorte liegt überwiegend in Mecklenburg, wogegen Münzen aus den näher gelegenen Orten wie Lüneburg, Kiel oder Hamburg nur in kleinen Mengen vorliegen. Auch die nahegelegene und bedeutendste Stadt der Hansezeit Lübeck ist ebenfalls nur mit einer relativ kleinen Anzahl Witten vertreten. Die deutliche Häufung der Prägeorte liegt geographisch im Schwerpunkt des späteren Wendischen Münzvereins. Eine weitere numismatische Besonderheit ist die relativ kurze Zeitspanne der Prägejahre, die in einem Bereich von weniger als 20 Jahren liegen. Insgesamt ist der materielle Wert des Münzhortes nicht besonders hoch anzusetzen. Thieme gibt für 1369 einen Gegenwert von sieben Scheffel Roggen in Hamburg oder 278 Pfund Butter in Bremen bzw. Braunschweig an. Über die Gründe der Vergrabung des Münzschatzes in der Nähe des damals wichtigen Fernhandelsweges Lüneburg-Hamburg mit dem Elbübergang bei Hoopte und Zollenspieker können nur Vermutungen angestellt werden, so wäre die Angst eines Kaufmannes vor einem Raubüberfall in den unruhigen Zeiten des Lüneburger Erbfolgekrieges nur eine der diskutierten Möglichkeiten.